# Goetia
Goetia is een geslacht van rechtvleugeligen uit de familie sabelsprinkhanen (Tettigoniidae). De wetenschappelijke naam van dit geslacht is voor het eerst geldig gepubliceerd in 1891 door Karsch.

## Soorten
Het geslacht Goetia omvat de volgende soorten:
- Goetia dimidiata Bolívar, 1906
- Goetia galbana Karsch, 1891